# Thijs van Valkengoed
Thijs Maarten van Valkengoed (ur. 6 lipca 1983 w Lelystad) – holenderski pływak, specjalizujący się w stylu klasycznym.
W 2003 roku został brązowym medalistą mistrzostw Europy na krótkim basenie w Dublinie na dystansie 200 metrów stylem klasycznym.
Wystartował na igrzyskach olimpijskich w Atenach (2004) w wyścigach na 100 (16. miejsce) i 200 metrów stylem klasycznym. 4 lata później podczas igrzysk olimpijskich w Pekinie był 26. na 100 metrów żabką.
Jego siostra Jolijn jest również pływaczką.